# Zdravko Pečar
Zdravko Pečar, slovenski atlet, * 12. januar 1950, Maribor, † april 2025.
Pečar je za Jugoslavijo nastopil na Poletnih olimpijskih igrah 1972 v Münchnu, kjer je nastopil v metu diska in v kvalifikacijski skupini z metom 57,84 m osvojil 18. mesto. Tako se ni uvrstil v nadaljnje tekmovanje.
Osebni rekord, 60,72 m, je postavil leta 1974. 